# Kolenkitbuurt

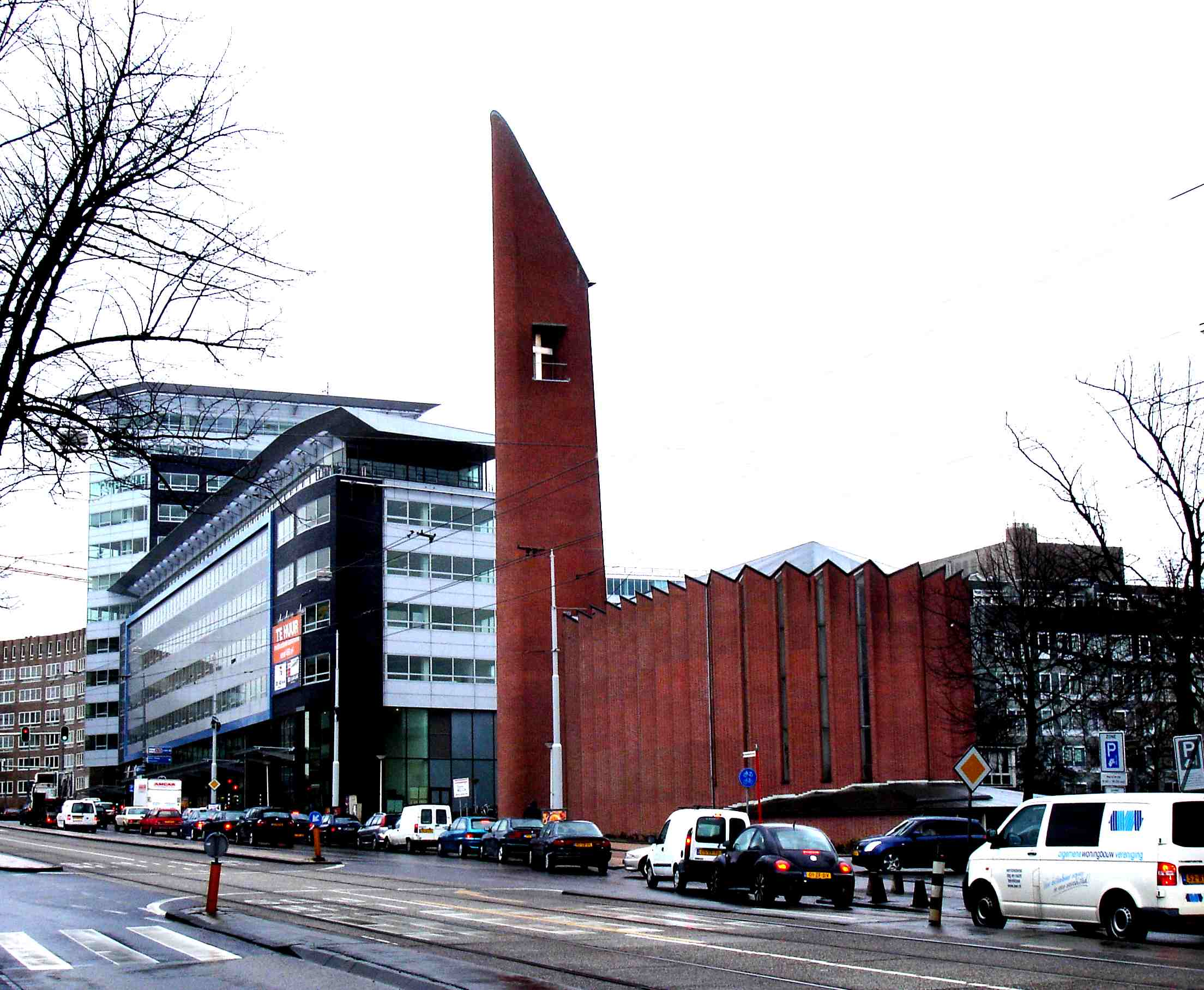
De Opstandingskerk, bekend als de Kolenkit, aan de Bos en Lommerweg in de Kolenkitbuurt.

De Kolenkitbuurt is een buurt in de wijk Bos en Lommer in het stadsdeel West in Amsterdam. De buurt is genoemd naar de Opstandingskerk, beter bekend als de Kolenkit, aan de Bos en Lommerweg. Deze straat is tevens de belangrijkste weg door de buurt, die ligt tussen de Ringweg Amsterdam (A10) en de Ringspoorbaan.
Tussen het Bos en Lommerplein en de Burgemeester De Vlugtlaan rijdt GVB-tramlijn 7 door de buurt. Aan de Ringspoorbaan ligt de metrostation De Vlugtlaan.
De buurt werd gebouwd kort na de Tweede Wereldoorlog, eind jaren veertig, en bestaat voor het grootste deel uit portieketageflats in strokenbouw.

## Stedelijke vernieuwing
Door het toenmalige stadsdeel Bos en Lommer en de woningbouwcorporaties is omstreeks 2000 een plan tot stedelijke vernieuwing opgesteld waardoor in de jaren daarna een groot deel van deze buurt zou worden gesloopt en door nieuwbouw vervangen. Enkele gebouwen werden gerenoveerd.
In 2011 is een nieuw opvallend gebouw van 17 etages hoog gereedgekomen, genaamd New Kit. De naam hiervan verwijst naar de Kolenkitkerk.
Eind 2013 is een begin gemaakt met de nieuwbouw te noorden van de Bos en Lommerweg, waarna de rest van de buurt vernieuwd werd.

## Probleembuurt
De kolenkitbuurt buurt kwam in februari 2009 in het nieuws als meest problematische wijk van Nederland, met problemen als armoede, werkloosheid (11,5%), probleemjongeren en criminaliteit. Tachtig procent van de inwoners hier had ten minste één ouder die in het buitenland is geboren, waarvan het grootste deel van Marokkaanse afkomst. De resultaten van de Cito-toets in de Kolenkitbuurt behoorden tot de laagste van de stad. In deze buurt lag het aandeel voortijdig schoolverlaters op 16 procent.
Tussen 2001 en 2009 nam de tevredenheid van de buurtbewoners toe, uitgedrukt in een rapportcijfer, van 5,7 naar 6,1.
In de daaropvolgende jaren werd veel geïnvesteerd in verbetering van woningen en de woonomstandigheden. Sindsdien is er ook sprake van gentrificatie in de buurt.
 Abberdaan · Admiralenbuurt · Amstel III · Amsteldorp · Amstelkwartier · Andreas Ensemble · Apollobuurt · ArenAPoort · Bajeskwartier · Banne Buiksloot · Bedrijventerrein Sloterdijk · Bellamybuurt · Betondorp · Bijlmer · Binnenstad · Bloemenbuurt · Borgerbuurt · Borneo · Bos en Lommer · Buiksloot · Buiksloterham · Buikslotermeer · Buiteneiland · Buitenveldert · Bullewijk · Burgwallen Oude Zijde · Burgwallen Nieuwe Zijde · Centrum Amsterdam Noord · Centrumeiland · Chassébuurt · Chinatown · Cremerbuurt (Amsterdam) · Cruquius · Czaar Peterbuurt · Da Costabuurt · Dapperbuurt · De Aker · De Baarsjes · De Bongerd · De Eendracht · De Heining · De Krommert · De 9 Straatjes · De Omval · De Pijp · Diamantbuurt · Driemond · Disteldorp · Dubbele Buurt · Duivelseiland · Duvelshoek · Elzenhagen · Erasmusparkbuurt · Floradorp · Frederik Hendrikbuurt · Funenpark · Gaasperdam · Gein · Geuzenveld · Gibraltarbuurt · Gouden Reael · Gulden Winckelbuurt · Grachtengordel · Haarlemmerbuurt · Hallenkwartier · Haven-Stad · Haveneiland · Havenstraatterrein · Helmersbuurt · Het Funen · Holendrecht · Hoofddorppleinbuurt · Houthaven · IJ-oevers · IJburg · IJdock · IJplein · Indische Buurt · Jan Maijenbuurt · Java-eiland · Jeruzalem · Jeugdland ·Jodenbuurt · Jordaan · Julianapark · Kadijken · Kadoelen · Kattenburg · Kinkerbuurt · KNSM-eiland · Kolenkitbuurt · Kop van Jut · Van der Kunbuurt · Laan van Spartaan · Landlust · Landstrekenbuurt · Lastage · Leidsebuurt · Lutkemeer · Marathonbuurt · Marineterrein · Marken · Marktkwartier · Medisch Centrum Slotervaart · Mercatorbuurt · Middelveldsche Akerpolder · Molenwijk · Museumkwartier · Nellestein · Nieuw Sloten · Amsterdam Nieuw-West · Nieuwe Pijp · Nieuwendam · Nieuwendammerdijk en Buiksloterdijk · Nieuwendammerham · Nieuwezijde · Nieuwmarkt · Noorderhof · Noordoever Sloterplas · Noordse Bos · Olympisch Kwartier · Omval · Ookmeer · Oostelijk Havengebied · Oostelijke Eilanden · Oostelijke Handelskade · Oostenburg · Oosterdokseiland · Oosterparkbuurt · Oostoever Sloterplas · Oostpoort · Oostzanerwerf · Osdorp · Oud Osdorp · Oud-Oost · Oud-West · Oud-Zuid · Oude Pijp · Oudezijde · Overamstel · Overhoeks · Overtoombuurt · Overtoomse Buurt · Overtoomse Veld · Park Haagseweg · Park de Meer · Plan van Gool · Plan West · Plan Zuid · Planciusbuurt · Plantagebuurt · Postjesbuurt · Prinses Irenebuurt · Rapenburg · Reigersbos · Riekerpolder · Rieteilanden · Rietlanden · Rivierenbuurt · Robert Scottbuurt · Roeterseiland · Ruigoord · Schinkel (bedrijventerrein) · Schinkelbuurt · Science Park · Sloten · Sloterdijk · Sloterdijk-Centrum · Slotermeer · Slotervaart · Sluisbuurt · Spaarndammerbuurt · Spieringhorn · Sporenburg · Sportheldenbuurt · Staatsliedenbuurt · Stadionbuurt · Steigereiland · Strandeiland · Teleport · Transvaalbuurt · Trompbuurt · Tuindorp Buiksloot · Tuindorp Buiksloterham · Tuindorp Nieuwendam · Tuindorp Oostzaan · Tuttifruttidorp · Van Tijenbuurt · Uilenburg · Universiteitskwartier · Valkenburg · Van der Kunbuurt · Van der Pekbuurt · Van Lennepbuurt · Venserpolder · Vlooienburg · Vogelbuurt · Vogeldorp · Vogeltjeswei · Volewijck · Vondelparkbuurt · Vrije Geer · Waalseiland · Watergraafsmeer · Waterlandpleinbuurt · Waterwijk · Weesp · Weesperbuurt · Weespertrekvaartbuurt · Weesperzijde · Westelijke Eilanden · Westelijke Tuinsteden · Westerdokseiland · Westerpark · Westpoort · Willemspark · Wittenburg · Zeeburg · Zeeburgereiland · Zeeheldenbuurt · Zuidas · Zuideramstel